# Вила Супериоре (Верчели)
Вила Супериоре је насеље у Италији у округу Верчели, региону Пијемонт.
Према процени из 2011. у насељу је живело 57 становника. Насеље се налази на надморској висини од 874 м.